# 樹徳科技大学
樹徳科技大学（じゅとくかくぎだいがく; 英語: Shu-Te University）は、台湾高雄市燕巣区にある科技大学である。1997年に樹徳技術学院として設立され、2000年8月1日に台湾教育部（日本の文部科学省）の承認を経て樹徳科技大学と改名された。台湾南部で初めて技術学院から科技大学として改名された学校となり、アジアで最初に「性学研究センター」と「人類性学研究所」が設置された。

## 主な出身者
- 鍾安琪（ハロー!プロジェクト・アイスクリー娘。）
- 韋宗成（漫画家）

## 交通アクセス
高雄市公車
- 7
- 96
- 97
- 98
- 261
- E03
- E04
- E09
- E10
- 8020
- 8023